# Infrastructure de mutualisation
L'infrastructure de mutualisation est le nom donné en France à une base de données informatique, gérée par la DGSE, contenant les métadonnées suivantes : identités des personnes communiquant, leur localisation, les durées et fréquences des communications, le volume de chaque communication, et le sujet du message pour les courriels.
Cette base de données porterait sur « la totalité » des communications internet et de téléphonie en France, qui seraient collectées en dehors de toute légalité (d'après le quotidien Le Monde en juillet 2013). Un motif invoqué serait la lutte contre le terrorisme. D'après les services du Premier ministre français, le dispositif serait légal en étant régi par la loi de 1991, et il n'y aurait pas d'espionnage massif et permanent des citoyens français car chaque interception de communication serait soumise à l'autorisation de la CNCIS.

## Dispositif
Dans les sous-sols des locaux de la DGSE du Boulevard Mortier à Paris, des supercalculateurs stockent les métadonnées interceptées (entre autres) par des stations d'écoute réparties sur le territoire français métropolitain et d'outre-mer. Ce stockage automatique effectué, des interceptions précises peuvent être réalisées en fonction des besoins. Ainsi, comme le reconnaît Bernard Barbier, directeur technique de la DGSE en 2010, la DGSE collecte des millions de mots de passe : « Les réseaux grand public sont la cible principale. (…) Nous stockons des années de métadonnées : adresses IP, numéros de téléphone, qui appelle qui, à quelles heures... Et puis nous corrélons. »
Après plusieurs années d'investissements techniques et humains, la DGSE aurait ainsi rejoint les cinq premières nations en matière de capacité de traitement informatique, derrière les États-Unis, le Royaume-Uni, Israël et la Chine. D'après son directeur technique, la chaleur dégagée par les supercalculateurs suffit à chauffer le bâtiment de la DGSE.
Les données recueillies sont partagées entre les différents services de renseignement suivants : la Direction générale de la sécurité intérieure (DGSI), la Direction nationale du renseignement et des enquêtes douanières (DNRED), la Direction de la protection et de la sécurité de la Défense (DPSD), la Direction du Renseignement militaire (DRM), la cellule Tracfin de Bercy, et la Direction du Renseignement de la préfecture de police de Paris. La police judiciaire peut aussi y faire appel.

## Légalité
Le quotidien Le Monde, qui a révélé l'existence de ce dispositif le 4 juillet 2013, parle de son « illégalité », soulignant que si la loi encadre strictement les interceptions de sécurité, rien n'est prévu dans la loi au sujet d'un stockage massif de données techniques par les services secrets. Les services du Premier ministre affirment, le jour suivant, que « l'ensemble de ces interceptions sont régies par la loi de 1991 », qu'elles relèvent d'une « décision du Premier ministre après avis de la Commission nationale consultative des interceptions de sécurité [CNCIS], qui a ensuite le pouvoir de les contrôler et de les vérifier » et qu'il y a « une traçabilité de toutes les requêtes ».
Le président de la Commission des lois de l'Assemblée nationale, Jean-Jacques Urvoas (PS) affirme que les interceptions de communications « concernant des citoyens français » sont soumises à l'autorisation de la CNCIS « selon des motifs clairement déterminés par la loi » et que « les citoyens français ne sont pas soumis à un espionnage massif et permanent en dehors de tout contrôle ».
Par ailleurs, le volume des connexions espionnées par la DGSE ne semble pas pouvoir être aussi important que le rapporte l'article du Monde, pour des raisons techniques et financières .